# Douglas Northcott
Douglas Geoffrey Northcott (* 31. Dezember 1916 in London; † 8. April 2005) war ein britischer Mathematiker, der sich mit kommutativer Algebra beschäftigte.
Northcott studierte am St. John’s College der Cambridge University bei Godfrey Harold Hardy. Das Studium wurde im Zweiten Weltkrieg durch seinen Wehrdienst unterbrochen, den er nach dem Fall von Singapur in japanischer Gefangenschaft verbrachte. 1946 bis 1948 war er an der Princeton University, wo er sich unter dem Einfluss von Emil Artin von der Analysis der Algebra zuwandte. Ab 1948 war er Forschungsstipendiat in Cambridge und ab 1952 Professor an der University of Sheffield (Town Trust Chair of Pure Mathematics), wo er bis zu seiner Emeritierung 1982 blieb.
In der kommutativen Algebra ist er unter anderem für eine Arbeit mit David Rees 1954 bekannt.
1953 erhielt er den Junior Berwick-Preis. 1968/69 war er Vizepräsident der London Mathematical Society. 1961 wurde er Fellow der Royal Society.

## Schriften
- Multilinear algebra, Cambridge University Press 1984. ISBN 0-521-26269-0
- A first course of homological algebra.Cambridge University Press, 1973, 1980. ISBN 0-521-29976-4
- Affine sets and affine groups. London Mathematical Society Lecture Note Series, Bd. 39. Cambridge University Press, 1980. ISBN 0-521-22909-X
- Finite free resolutions. Cambridge Tracts in Mathematics, Nr. 71. Cambridge University Press, 1976, 2004.
- Lessons on rings, modules and multiplicities. Cambridge University Press, London 1968
- An introduction to homological algebra. Cambridge University Press, 1960
- Ideal theory. Cambridge Tracts in Mathematics and Mathematical Physics, Nr. 42. Cambridge University Press, 1953.

## Verweise
1. ↑  D.G. Northcott, D. Rees, Reductions of ideals in local rings, Math. Proc. Cambridge Philos. Soc., Bd. 50, 1954, S. 145–158
2. ↑  Eintrag zu Douglas Geoffrey Northcott im Archiv der Royal Society, London

| Personendaten    | Personendaten                                    |
| ---------------- | ------------------------------------------------ |
| NAME             | Northcott, Douglas                               |
| ALTERNATIVNAMEN  | Northcott, Douglas Geoffrey (vollständiger Name) |
| KURZBESCHREIBUNG | britischer Mathematiker                          |
| GEBURTSDATUM     | 31. Dezember 1916                                |
| GEBURTSORT       | London                                           |
| STERBEDATUM      | 8. April 2005                                    |